# Жуков, Евгений Юрьевич
Евгений Юрьевич Жуков (5 февраля 1976, Челябинск, СССР)  — российский гимнаст. Заслуженный мастер спорта России. 

## Биография
Родился в Челябинске. Выступал за Вооруженные силы. Тренировался у заслуженного тренера России Виктора Щербакова.
Чемпион России в упражнении на перекладине (1997). Серебряный призёр чемпионатов России на брусьях (1994, 1997) и бронзовый призёр в многоборье (1993).
Серебряный призёр чемпионата мира 1994 года и бронзовый призёр чемпионата мира 1997 года в составе команды России.
Окончил факультет физической культуры Челябинского государственного педагогического университета (2000).